# Leptomastidea turkmenica
Leptomastidea turkmenica är en stekelart som först beskrevs av Svetlana N. Myartseva 1978.  Leptomastidea turkmenica ingår i släktet Leptomastidea och familjen sköldlussteklar. Inga underarter finns listade i Catalogue of Life.